# Mól kożusznik

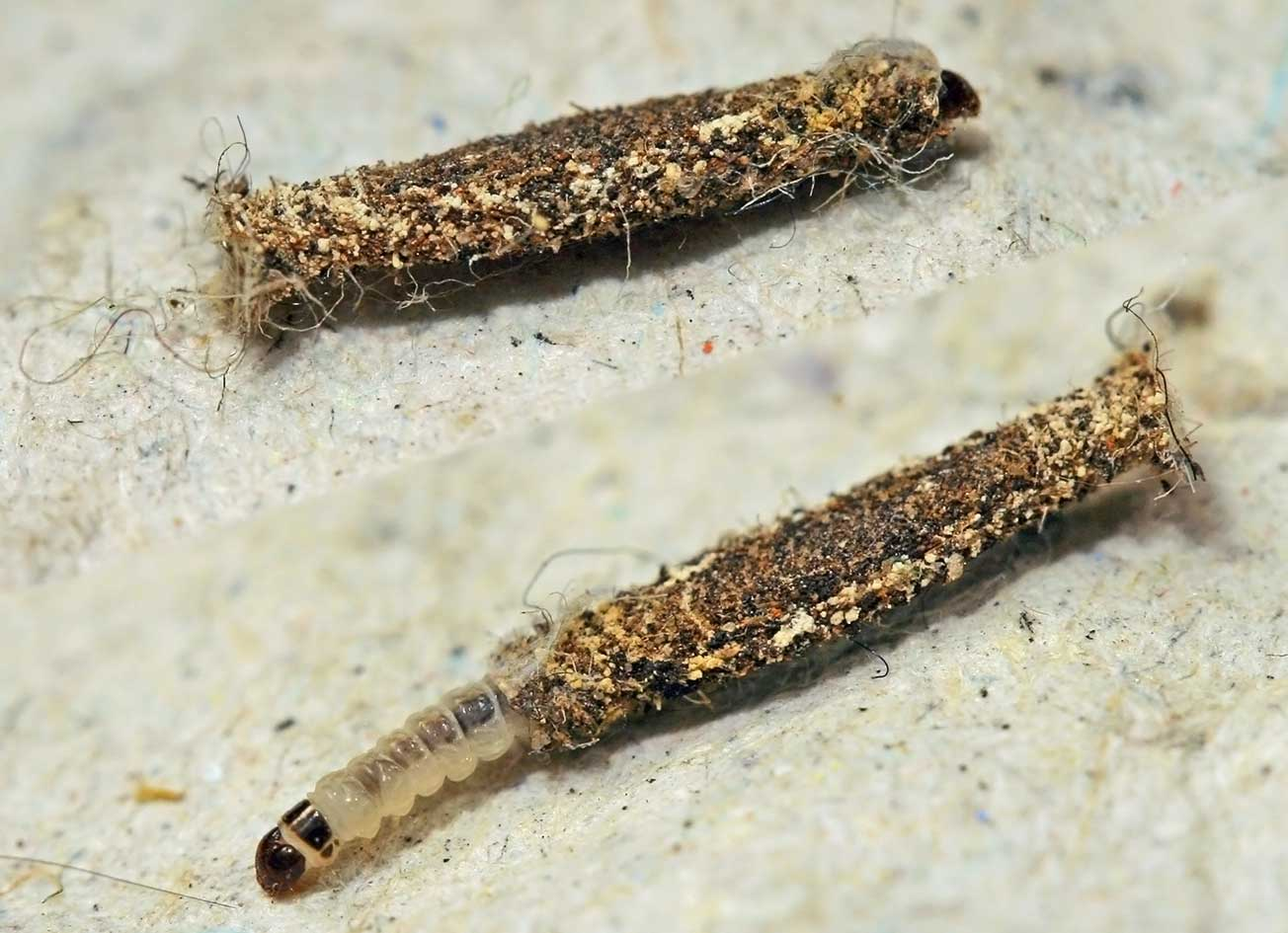
Larwa

Mól kożusznik (Tinea pellionella) – mały motyl nocny z rodziny molowatych, którego larwy żerują na futrach, materiałach wełnianych i w pierzu, powszechnie znany jako mól futrzany.
Zakres występowania obejmuje wszystkie kontynenty. Barwa ciała od płowej po złotą z brązowym odcieniem. Rozpiętość skrzydeł wynosi 10–14 mm. Larwy jasnożółte. Żywią się materiałami (wełnianymi, futrzanymi, filcem) oraz pierzem.
Samica składa 37–48 jaj w miejscu, gdzie znajduje się potencjalne pożywienie dla larw. Wykluwają się po 4–7 dni. Stadium larwalne trwa 68–87 dni. Okres przepoczwarzania się trwa 6–19 dni. Osobniki dorosłe żyją 4–6 dni.